# John Bauer

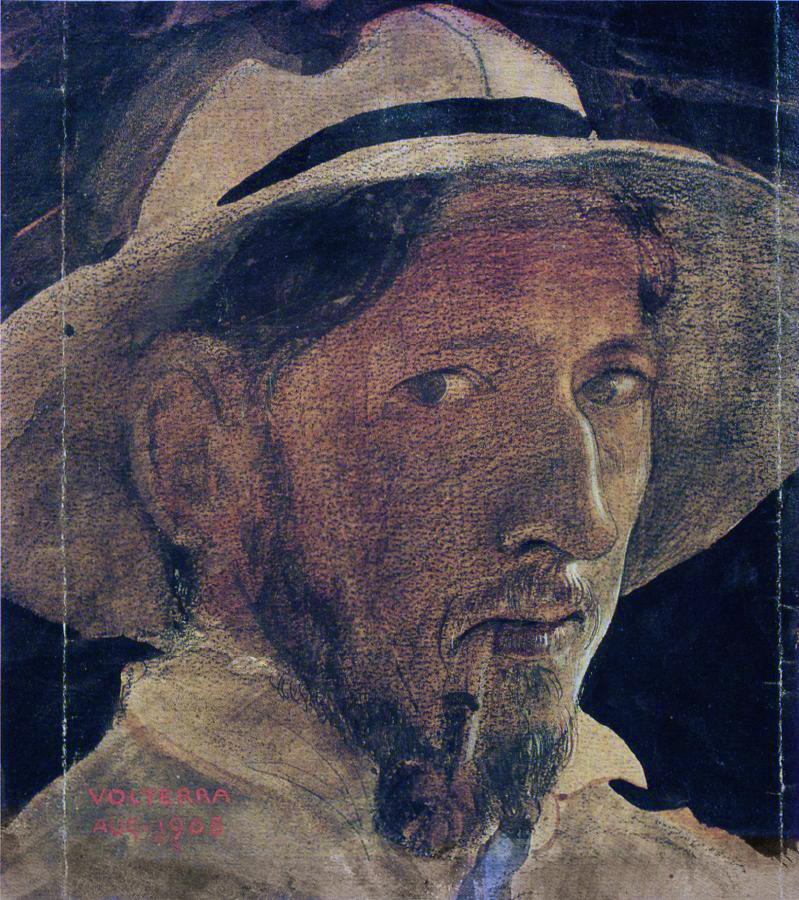
Zelfportret (1908)

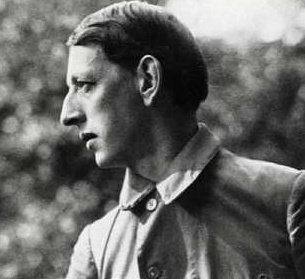
Foto van John Bauer

John Bauer (Jönköping, 4 juni 1882 - Vättermeer, 20 november 1918) was een Zweedse illustrator en schilder. Hij is voornamelijk bekend om zijn illustraties van sprookjes.
Hij was een zoon van Josef Bauer, een man van Beierse afkomst, en Emma Charlotta Wadell, uit een boerenfamilie uit het stadje Rogberga net buiten Jönköping. Josef Bauer kwam in 1863 berooid naar Zweden. Hij richtte een succesvolle charcuteriezaak op aan de Östra Torget in Jönköping. Het gezin woonde in het appartement boven de winkel tot 1881, toen de bouw van hun huis in Sjövik werd voltooid. John, geboren in 1882, woonde in de Villa Sjövik aan de oever van het meer Rocksjön met zijn ouders en twee broers, een oudere en een jongere; zijn enige zus stierf op jonge leeftijd
Bauer hield zich al vroeg bezig met tekenen en schetsen. Als 16-jarige ging John naar Stockholm om daar kunst te gaan studeren. Twee jaar later ging hij aan de Koninklijke Zweedse Academie voor Schone Kunsten studeren. Bauers vroege werk werd in hoge mate beïnvloed door Carl Larsson en Albert Engström, twee belangrijke Zweedse kunstenaars uit zijn tijd.
In 1906 trouwde hij met Ester Ellqvist, die hij had leren kennen op de academie. Ze maakten samen een jaar lang een studiereis door Zuid-Duitsland en Italië. Met name de werken van de vroege renaissance in Italië kregen later grote weerslag in het werk van John Bauer. Voor de illustraties met een sprookjesprinses zou vaak zijn vrouw model hebben gestaan. Ook de afbeeldingen met middeleeuwse madonna's en vrouwenfiguren uit de renaissance die hij had gezien tijdens zijn studiereis vormden een bron van inspiratie.
Tussen 1907 en 1915 illustreerde John Bauer sprookjes in Bland tomtar och troll ("Onder elfen en trollen" - zie ook tomte), een boek dat jaarlijks met Kerstmis werd gepubliceerd. Hiermee werd hij de meest geliefde Zweedse sprookjesillustrator. Naast zijn werk als illustrator hield Bauer zich bezig met het schilderen van fresco's en het schrijven van libretto's en toneelstukken op basis van sprookjes voor kinderen.
Op 36-jarige leeftijd verdronk hij samen met zijn vrouw en hun driejarige zoontje op het Vättermeer toen de veerboot waarop ze zich bevonden, door verkeerde belading kapseisde en zonk.

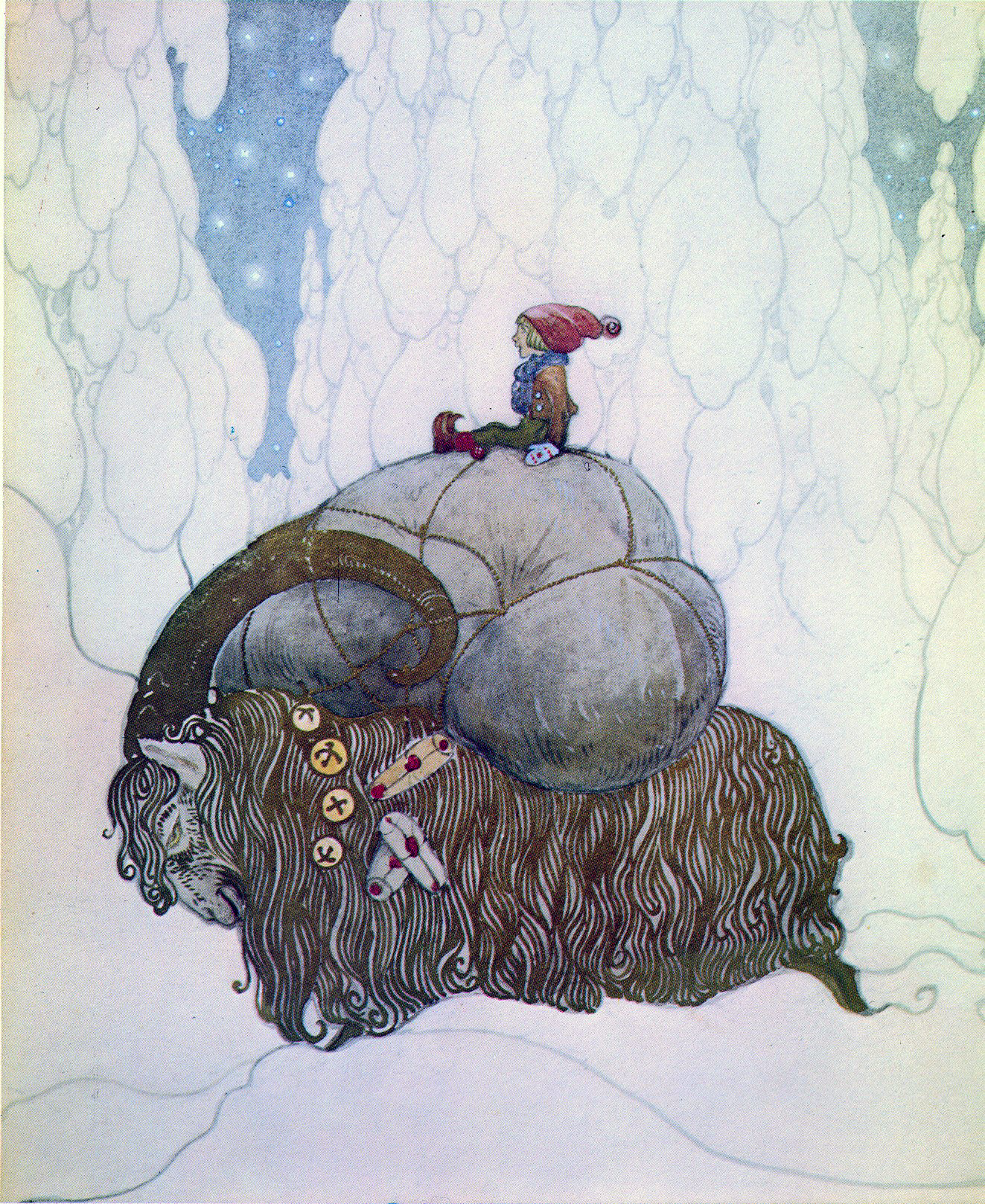
Julbocken (1912)
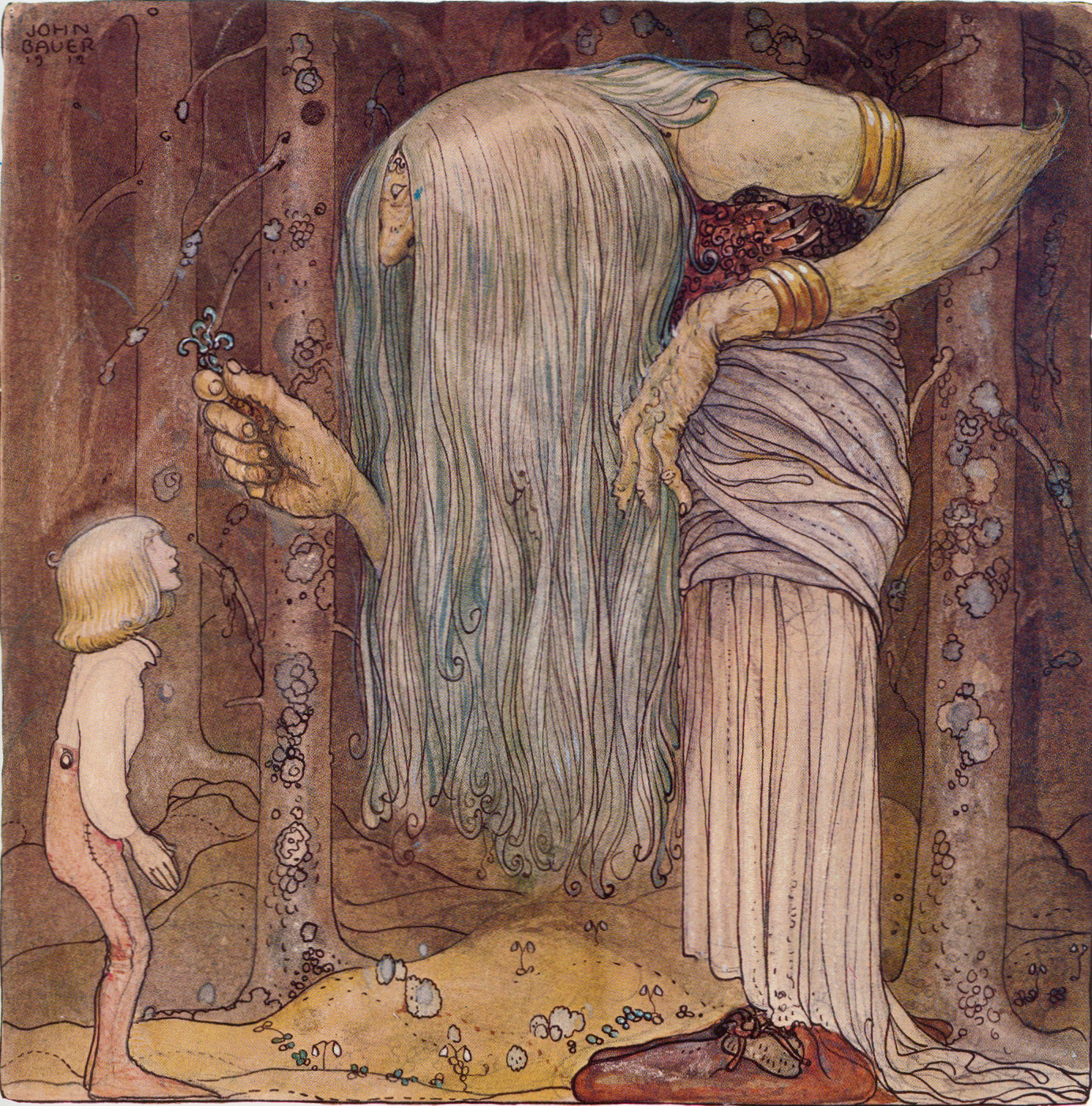
Hier is een beetje trollenkruid dat niemand behalve ik kan vinden (1912)
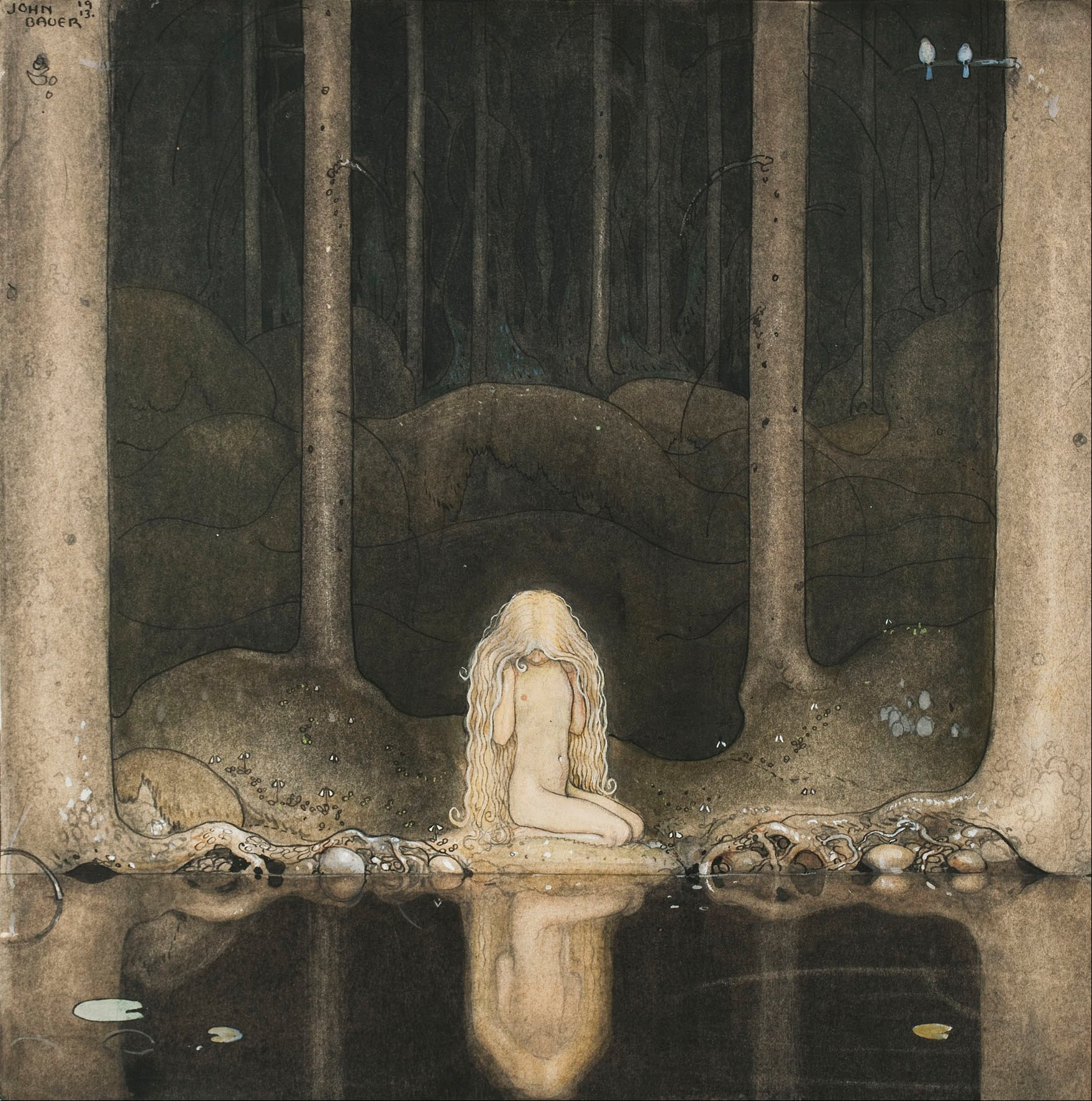
Tuvstarr zit er nog steeds weemoedig in het water kijkend  (1913)
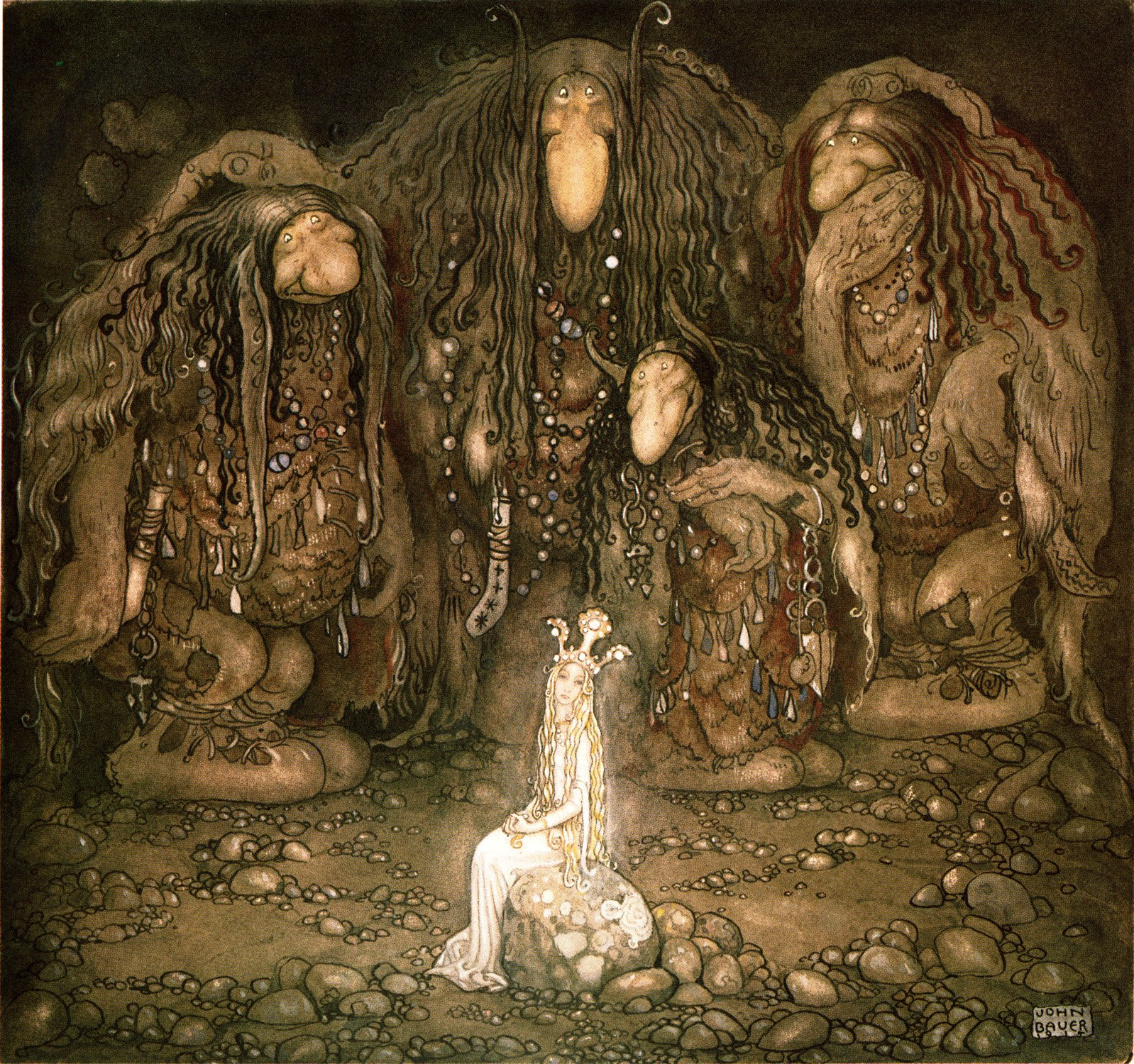
Trollen met een ontvoerde prinses (1915)
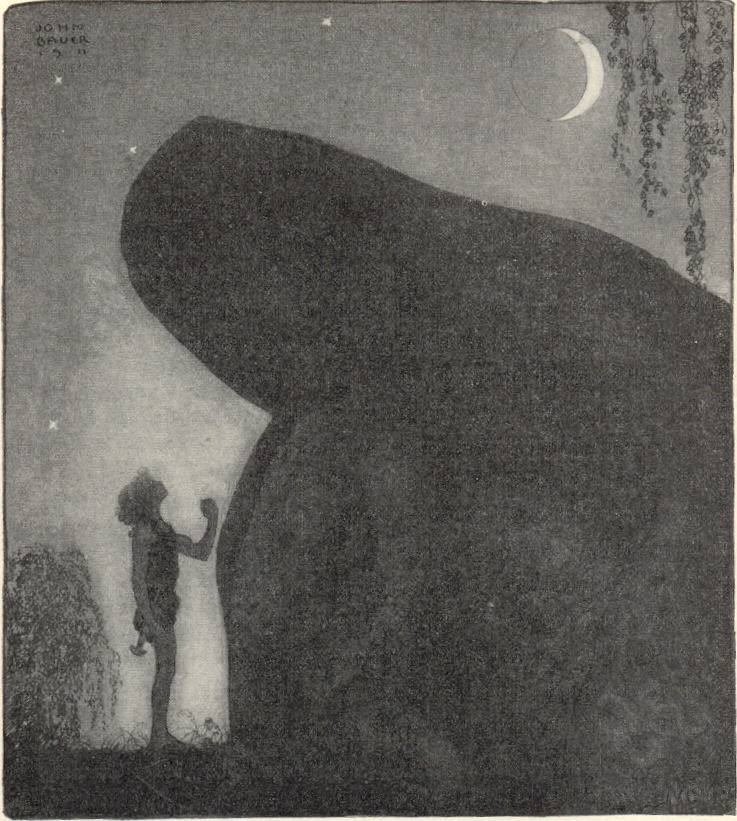
Awake Gróa, Awake Mother (1911)